# Studebaker Big Six
De Studebaker Big Six is een personenwagen van de Amerikaanse autofabrikant Studebaker die geproduceerd werd van 1918 tot 1927 in vier generaties. De Big Six was de grootste en meest luxueuze auto van het merk.
Alle Studebaker-modellen uit 1918 vormden een belangrijke mijlpaal voor de autofabrikant omdat ze een duidelijke breuk vertegenwoordigden met eerdere modellen die in samenwerking met E-M-F geproduceerd werden. 

## Big Six (EG; 1918-1921)
De Big Six (Model EG - Series 19) werd tussen 1918 en 1920 uitsluitend aangeboden als vierdeurs toerwagen, destijds het meest voorkomende carrosserietype. De prijs van gesloten auto's daalde echter en klanten zagen de voordelen van een gesloten of halfgesloten carrosserie. Daarom werden vanaf 1921 ook een tweedeurs coupé en een vierdeurs sedan aangeboden.
De wagens hadden een wielbasis van 3048 mm en werden aangedreven door Studebaker's 353,8 in³ (5798 cc) zes-in-lijnmotor, die 60 pk produceerde (uitgedrukt in SAE gross pk, de oude Engelse definitie van pk).
De optielijst bevatte onder andere een voorbumper, een reservewiel, een buitenspiegel, een bagagerek en een gereedschapskist.

## Big Six (EK; 1922-1924)
De Big Six (Model EK - Series 22) werd geïntroduceerd in 1922 met enkele subtiele wijzigingen, waaronder een voorruit uit één stuk en nieuwe koplampen. De motor werd onveranderd overgenomen uit de EG-reeks maar in 1924 nam het motorvermogen toe tot 65 pk (SAE gross).
In 1923 kreeg de Big Six een grote facelift met een verchroomd radiatorrooster en verchroomde bumpers, automatische ruitenwissers, stoplichten en spaakloze wielen. Naast de reeds bestaande Big Six carrosserievormen was er voortaan ook een vierdeurs speedster leverbaar.

## Big Six (EP; 1925-1926)
De Big Six (model EP - Series 25-26) uit 1925 was een compleet opnieuw ontworpen auto met een nieuwe radiator, kortere neus, vernieuwde voor- en achterspatborden en een meer verticaal opgestelde voorruit. De standaard uitrusting omvatte onder andere een reserveband, voor- en achterbumpers, verlichting die van aan het stuur kon bediend worden, automatische ontsteking, een voorruit uit één stuk, klokje, snelheidmeter en oliedrukmeter. In de optielijst stond een hydraulisch remsysteem op de vier wielen.
De vierdeurs toerwagenvariant werd vervangen door een sportievere vierdeurs dubbele phaeton. De gesloten carrosserievarianten bestonden uit een sedan, een brougham en een berline.
In 1926 nam het motorvermogen toe tot 75 pk (SAE gross).

## Big Six President (ES; 1927)
In 1927 kregen de modellen de overgangsnaam Big Six President omdat Studebaker besloten had om van motorgerelateerde modelnamen over te schakelen op meer klinkende modelnamen. Zo werd de Standard Six de Dictator en de Special Six de Commander.
De Big Six President (Model ES - Series 27) uit 1927 was alleen verkrijgbaar als vierdeurs sedan, vierdeurs limousine met gescheiden bestuurderscompartiment of vierdeurs dubbele phaeton. Naast de standaard wielbasis van 3048 mm was deze versie ook verkrijgbaar in een lange wielbasis van 3226 mm. De carrosserie was lager dan bij zijn voorgangers met meer rondingen en het interieur was luxueuzer afgewerkt.
Dit was de laatste afstammeling van de robuuste auto's met een groot koppel en een stevige constructie die in het begin van de twintigste eeuw ontworpen waren voor slechte wegen. Ze waren niet geschikt voor de hogere kruissnelheden die in latere jaren mogelijk werden gemaakt door betere wegen.

## Trivia
- Op de New York International Auto Show van 1924 stelde Studebaker een Big Six uit 1918 tentoon met een verifieerbare kilometerstand van 500000 mijl (801000 km) ter illustratie van de kwaliteit en de betrouwbaarheid van Studebaker-auto's.
- De Big Six was populair bij dranksmokkelaars tijdens de drooglegging in de Verenigde Staten in de jaren 20 vanwege zijn groot formaat en zijn maximumsnelheid van 130 km/u. De hoge aankoopprijs van $3000 was daarbij geen bezwaar.[4]

## Fotogalerij

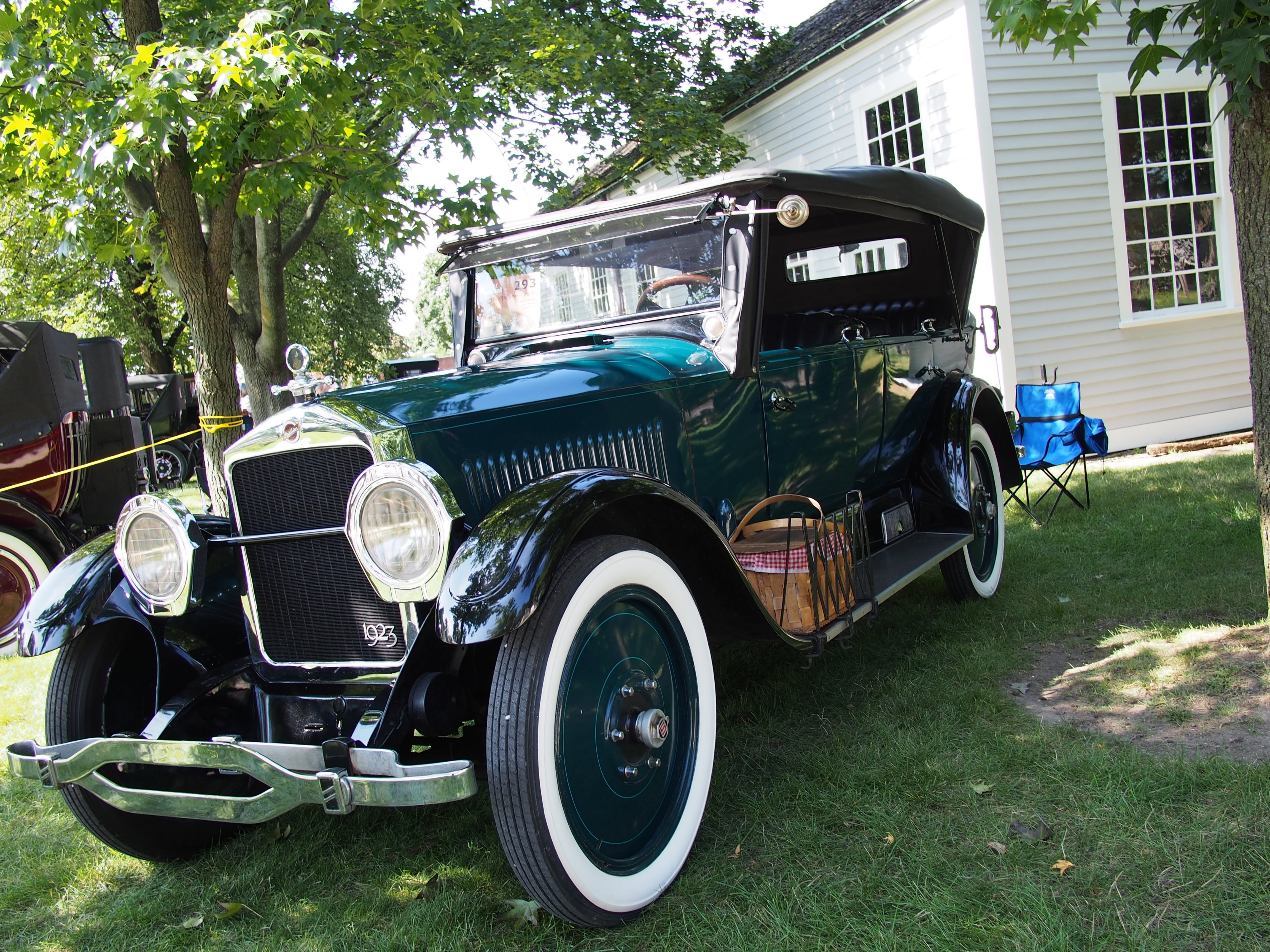
Big Six toerwagen uit 1923
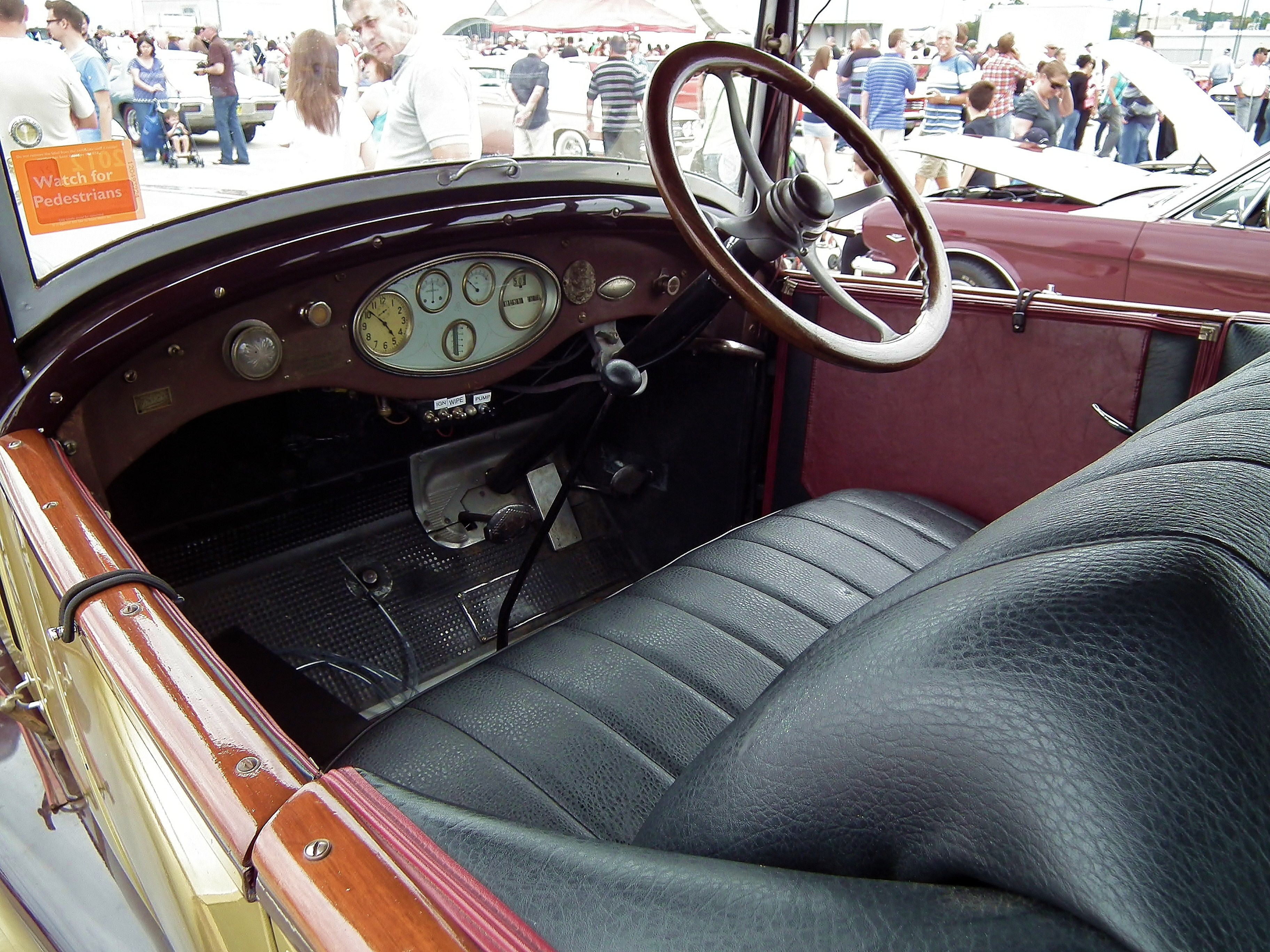
interieur
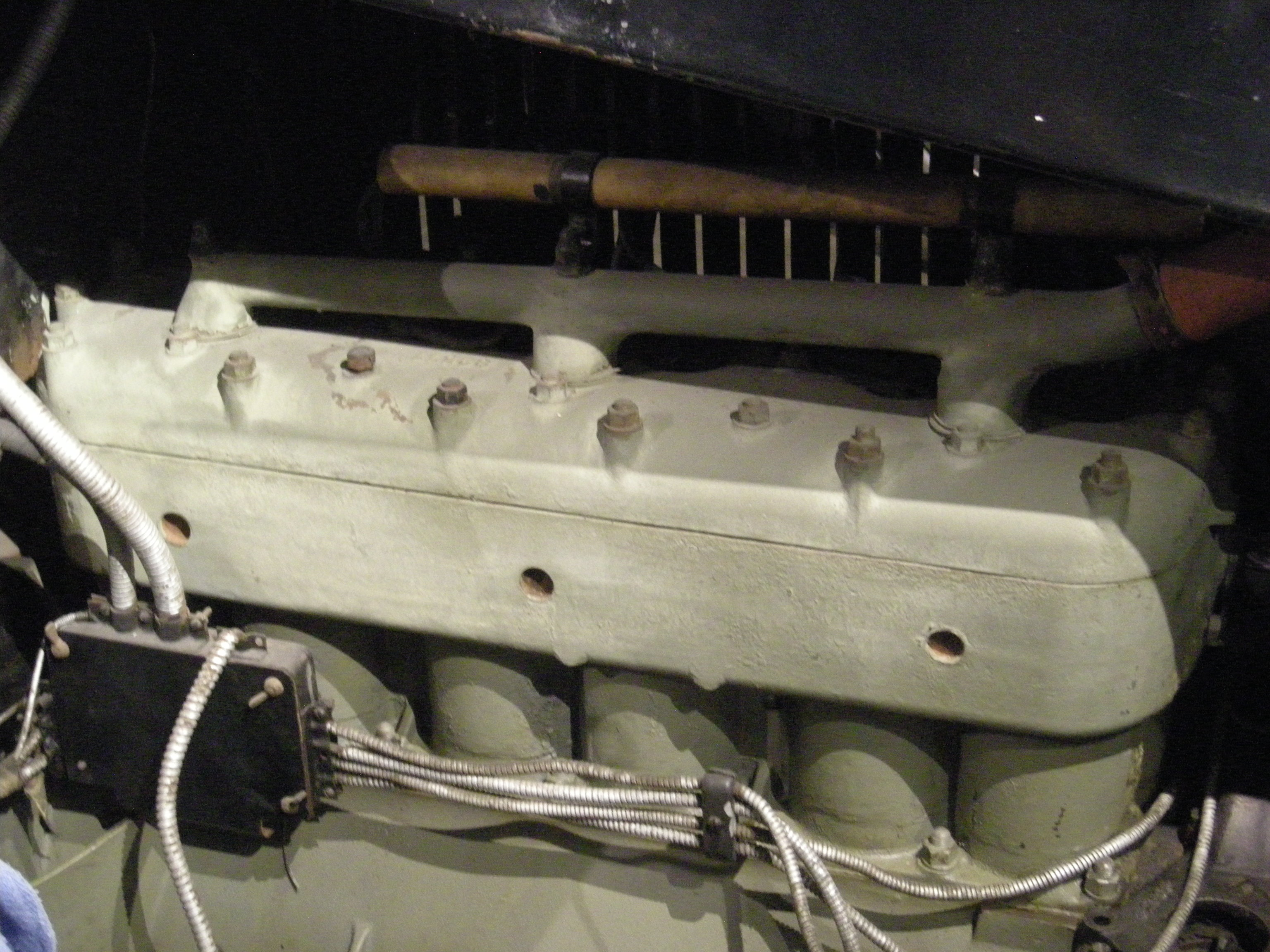
de zescilinder motor van de Big Six
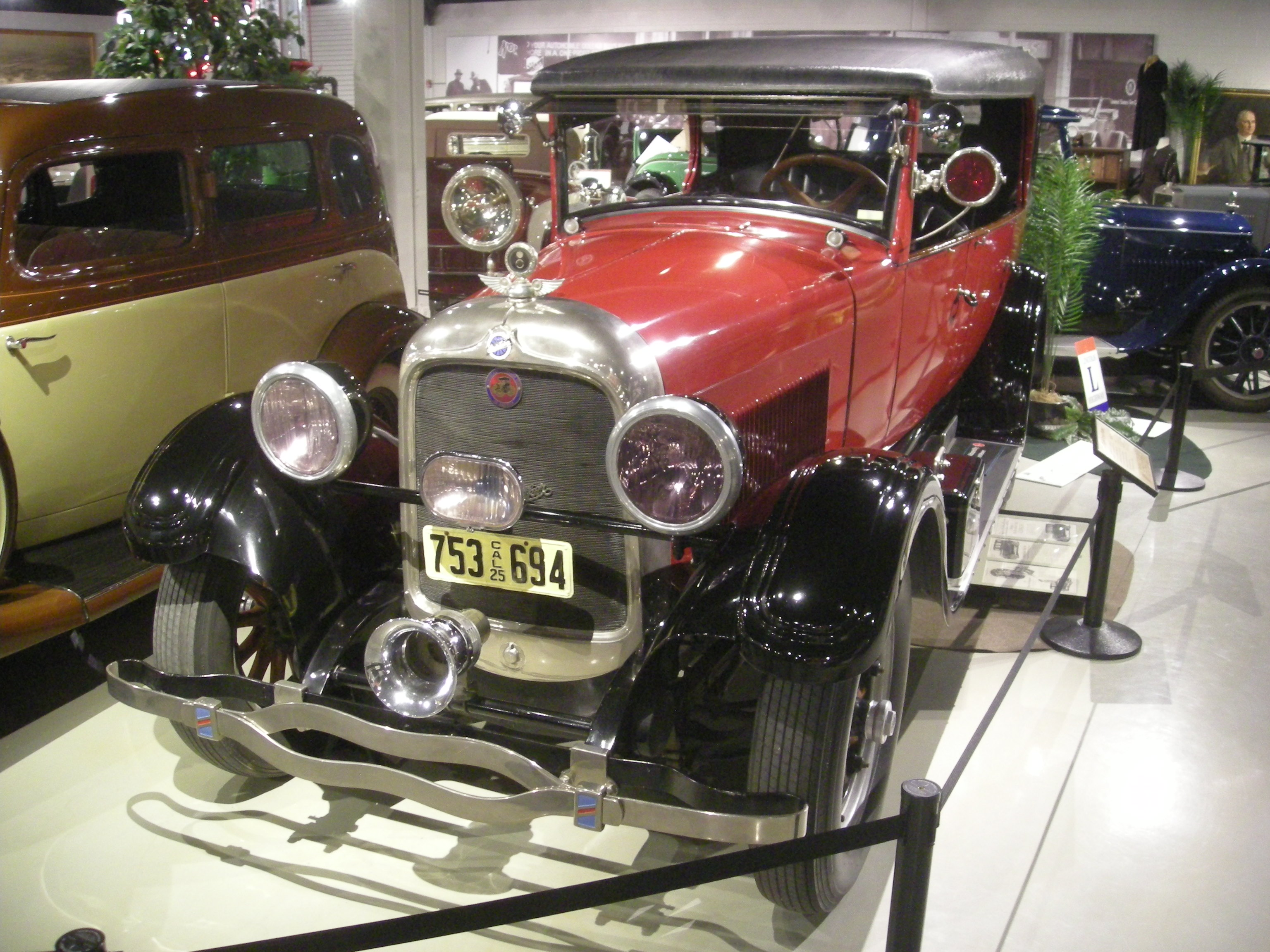
Big Six duplex phaeton uit 1925
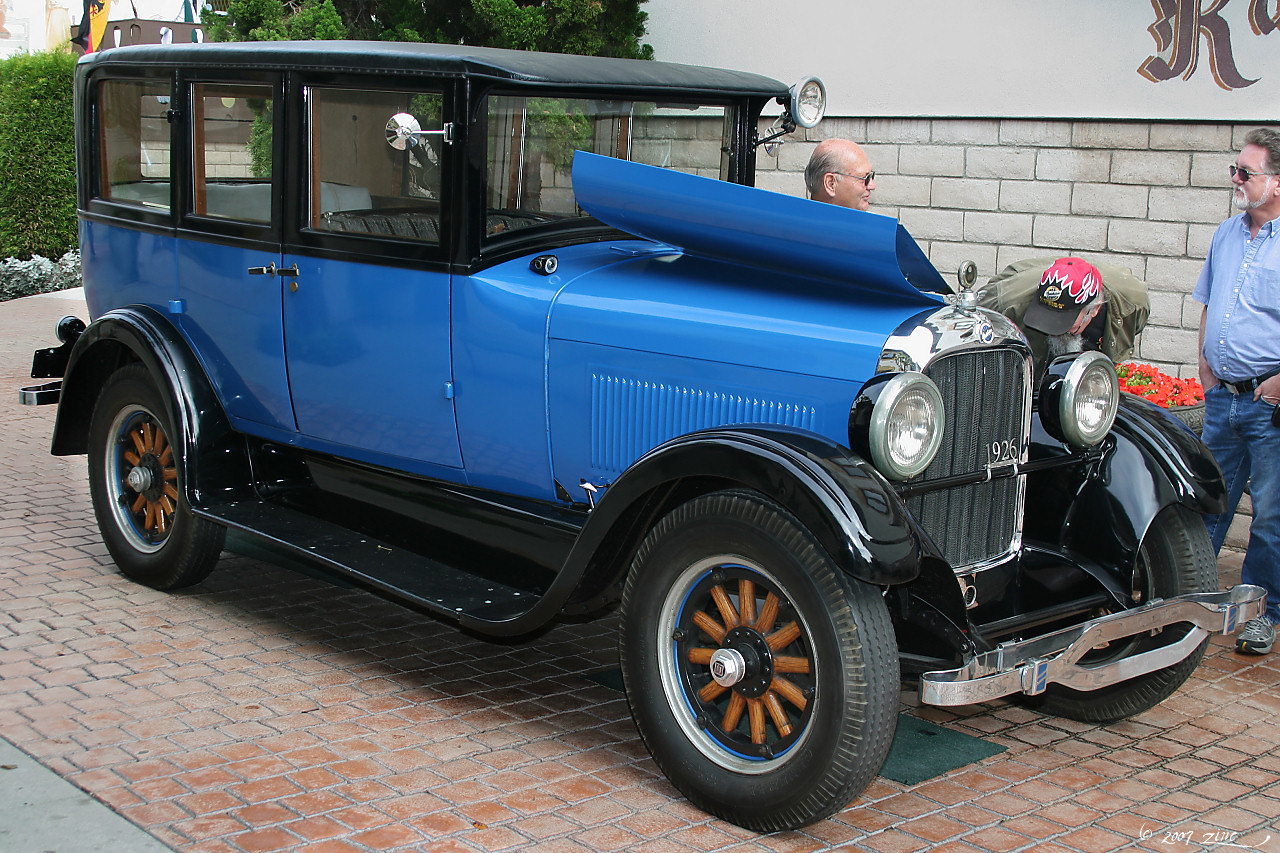
Big Six sedan uit 1926
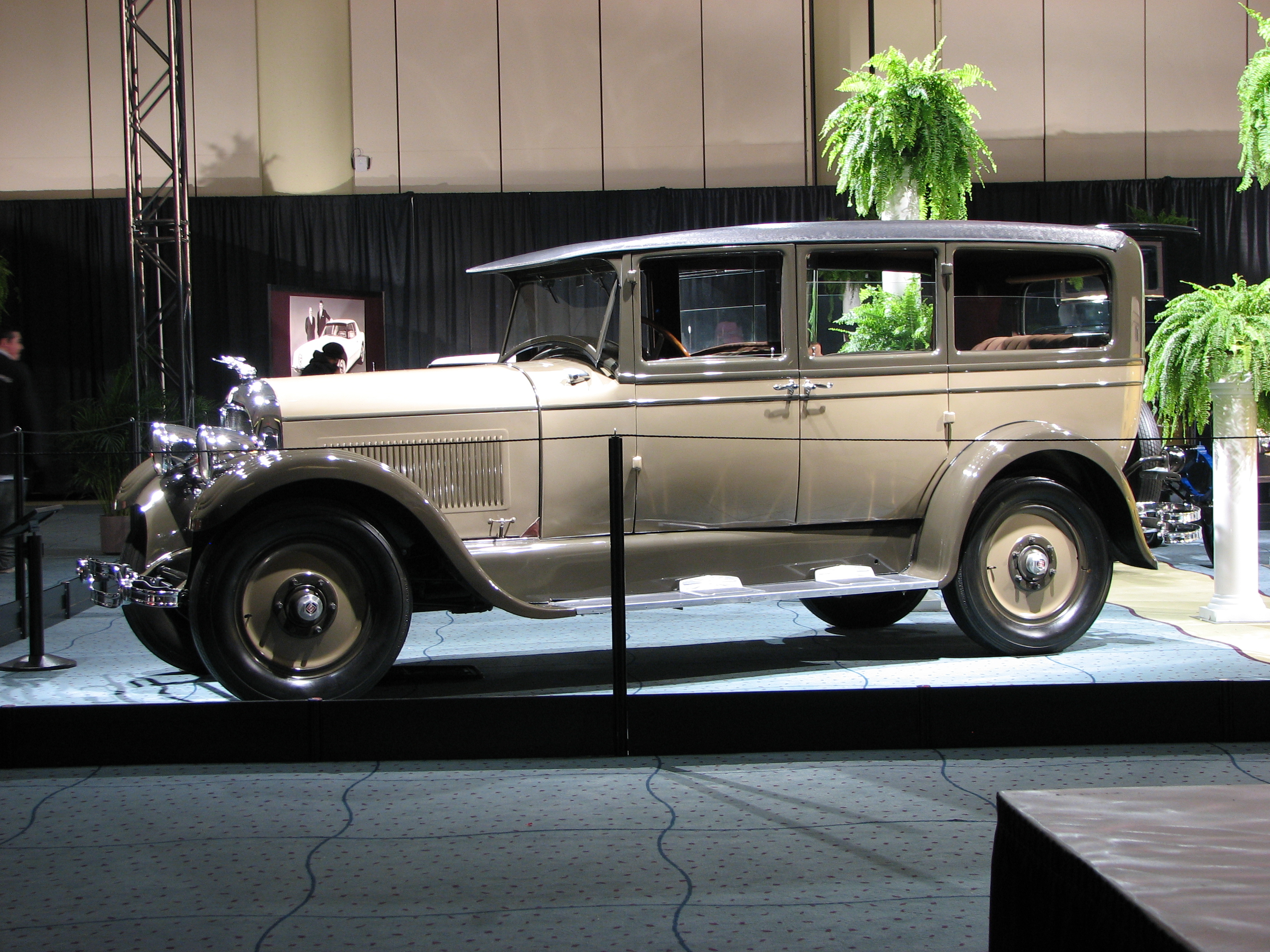
Big Six President limousine uit 1927
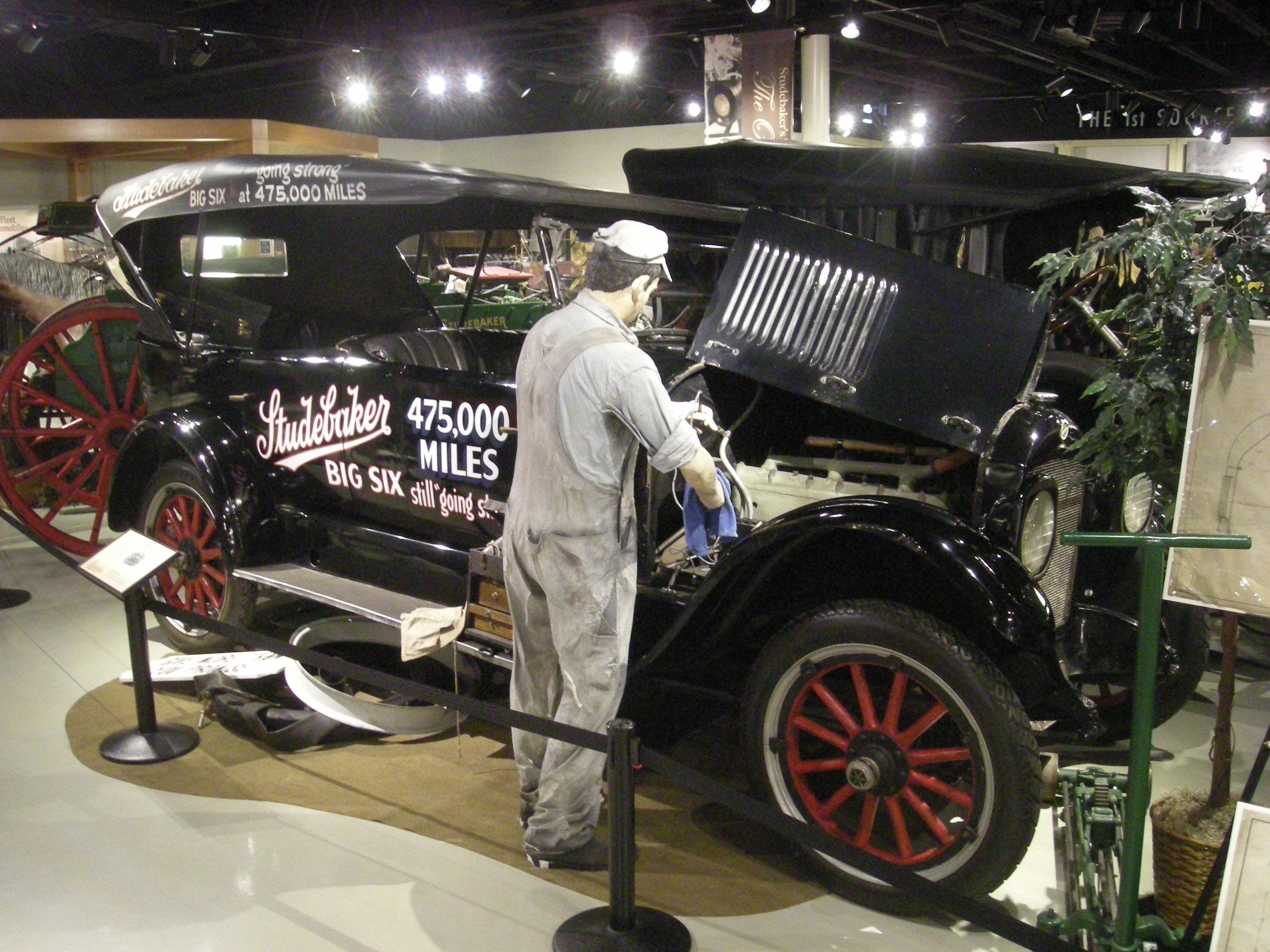
Een Big Six uit 1919 met 475000 mijl in het Studebaker National Museum